# Deidre Brock

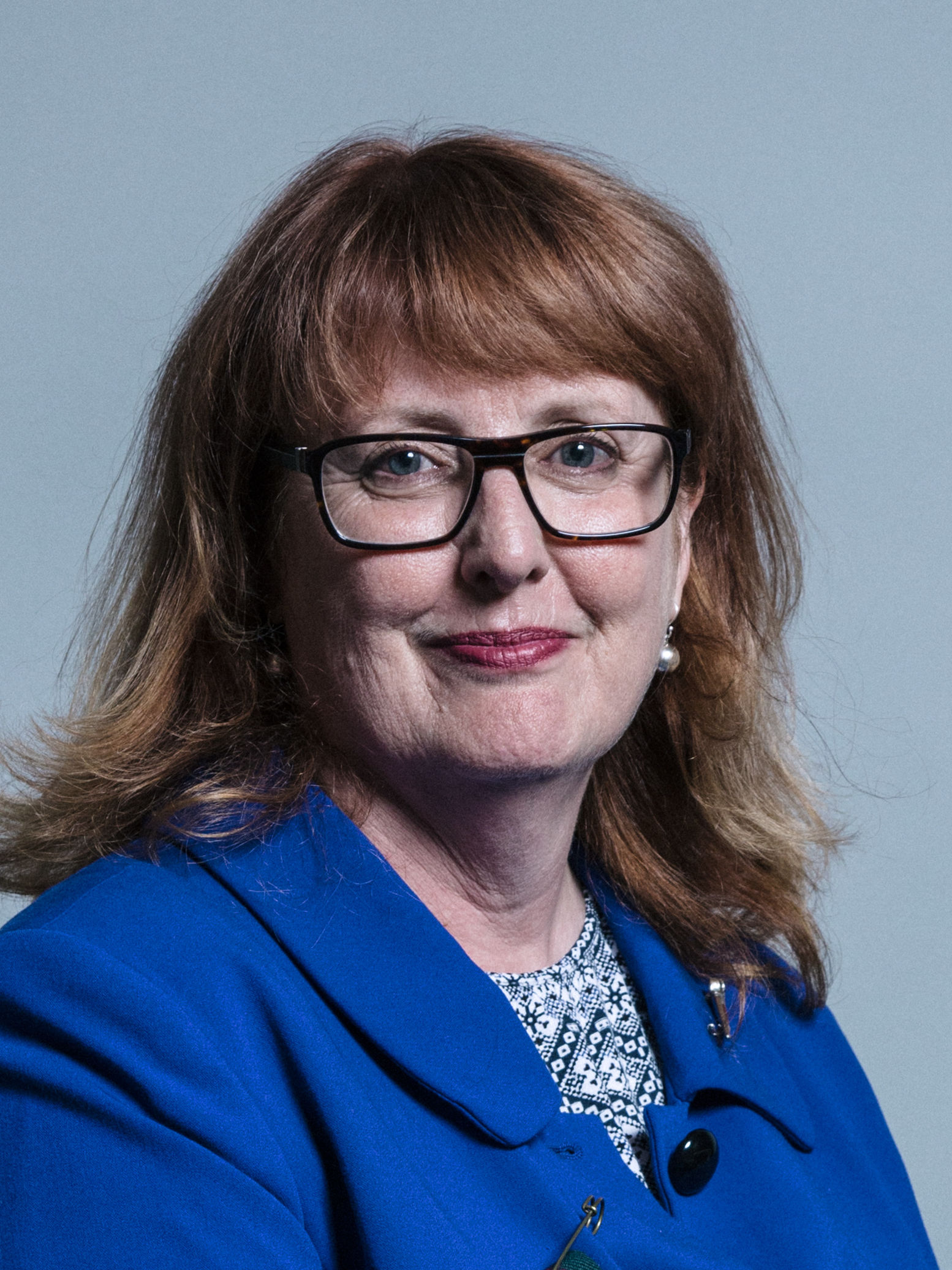
Deidre Leanne Brock (2017)

Deidre Leanne Brock (* 8. Dezember 1961 in Western Australia) ist eine britische Politikerin der Scottish National Party (SNP).

## Leben
1961 in Western Australia geboren, wuchs Brock im australischen Perth auf. Sie studierte Anglistik an der dortigen Curtin University und schloss als Bachelor ab. Anschließend absolvierte sie eine Schauspielausbildung an der Western Australian Academy of Performing Arts und nahm wenige kleine Rollen an. Verwandte Brocks leben in Schottland. Im Laufe eines Schottlandurlaubs 1995 lernte sie ihren heutigen Lebenspartner kennen und zog dauerhaft nach Schottland. Die zweifache Mutter lebt in Edinburgh.

## Politischer Werdegang
Brock wurde für den Bezirk Leith Walk in den Edinburgher Stadtrat gewählt. Dort war sie unter anderem dem Lord Provost der Stadt beigeordnet. Bei den britischen Unterhauswahlen 2015 kandidierte Brock für die SNP im Wahlkreis Edinburgh North and Leith. Sie trat dabei unter anderem gegen den Labour-Abgeordneten Mark Lazarowicz an, welcher den Wahlkreis seit 2001 im britischen Unterhaus vertrat. Nach massiven Stimmgewinnen der SNP bei diesen Wahlen erreichte Brock mit 40,9 % den höchsten Stimmenanteil und zog in der Folge erstmals in das House of Commons ein. Dort ist sie Mitglied des Public Accounts Committee. Trotz Stimmverlusten behauptete Brock bei den vorgezogenen Unterhauswahlen 2017 ihr Mandat.